# Santa Maria de Cal Canonge
Santa Maria de Cal Canonge és una església del municipi d'Aiguamúrcia (Alt Camp) inclosa en l'Inventari del Patrimoni Arquitectònic de Catalunya.

## Descripció
L'església de Santa Maria està situada en un extrem del veïnat de Cal Canonge. Es tracta d'una senzilla construcció de tipus rural, de planta rectangular. La seva façana té dues úniques obertures: la porta d'entrada d'arc carpanell construït amb dovelles de pedra, i una petita finestra circular a la part superior. A la banda esquerra de la façana s'eleva el campanar, amb base quadrada i dos cossos superposats octogonals de proporcions decreixents. El material predominant és la pedra picada vista.

## Història
A l'inici del segle xix, la parròquia de Cal Canonge depenia de l'antic nucli de l'Albà. El progressiu despoblament de l'Albà va provocar que l'any 1881, la seva parròquia es traslladés a Cal Canonge. A partir de les inscripcions que es troben a diversos llocs de la façana es pot deduir que l'església s'acabà de construir l'any 1891 (la data que apareix a la llinda de la porta i en el ferro de la finestra), el campanar data de 1907 i s'hi feren reformes l'any 1940.